# Giocoleria

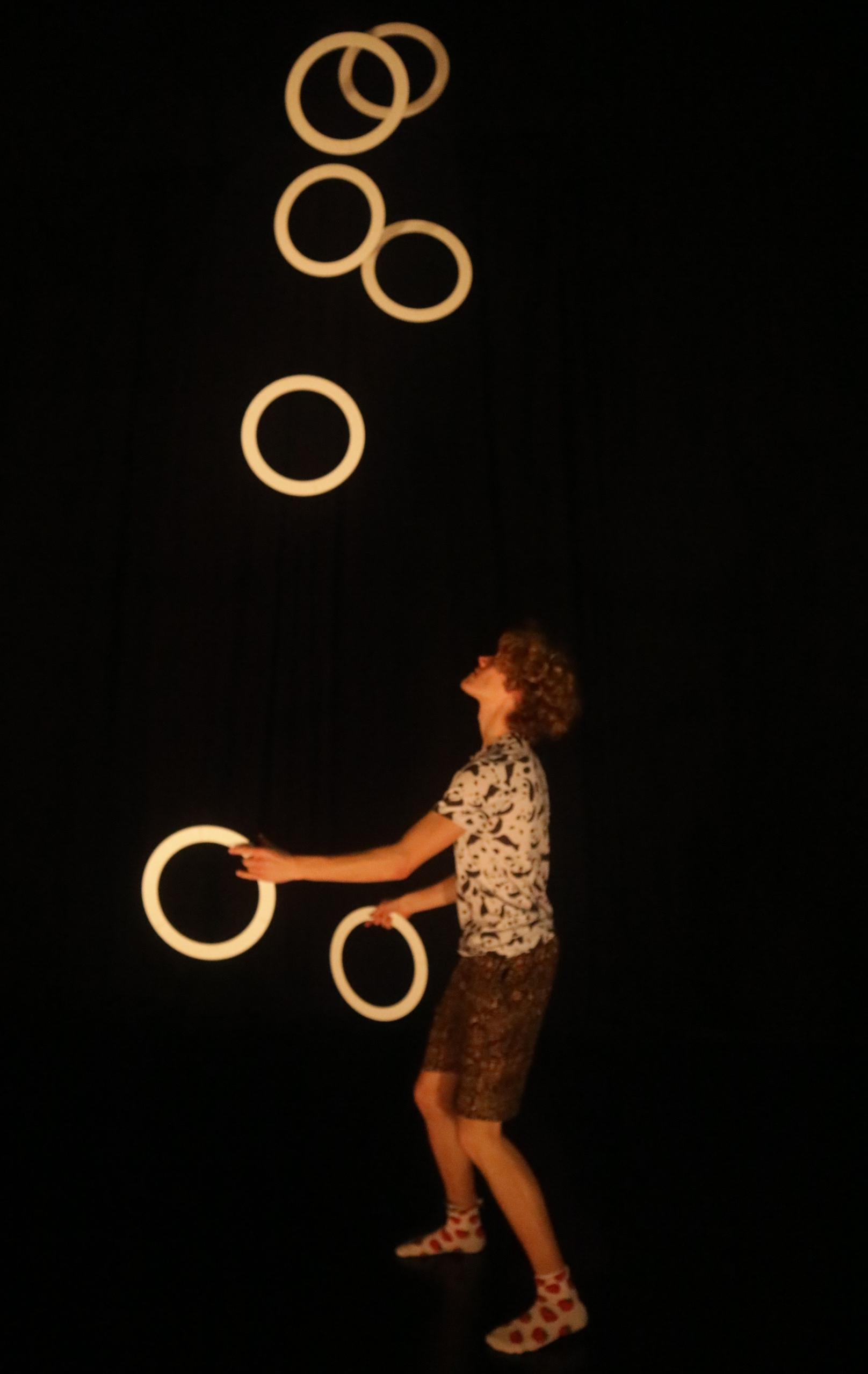
Giocoleria 7 anelli, Luca Pferdmenges

La giocoleria è l'arte di manipolare con destrezza uno o più oggetti. La manipolazione degli oggetti da parte del giocoliere può comprendere lanci ed equilibrismi di tali oggetti sul corpo.
Gli oggetti più diffusi per tali manipolazioni sono le palline, i cerchi, le clave ed il diabolo.

## Specialità
La giocoleria è un'arte che comprende al suo interno numerose specialità molto diverse tra loro. Le principali sono:

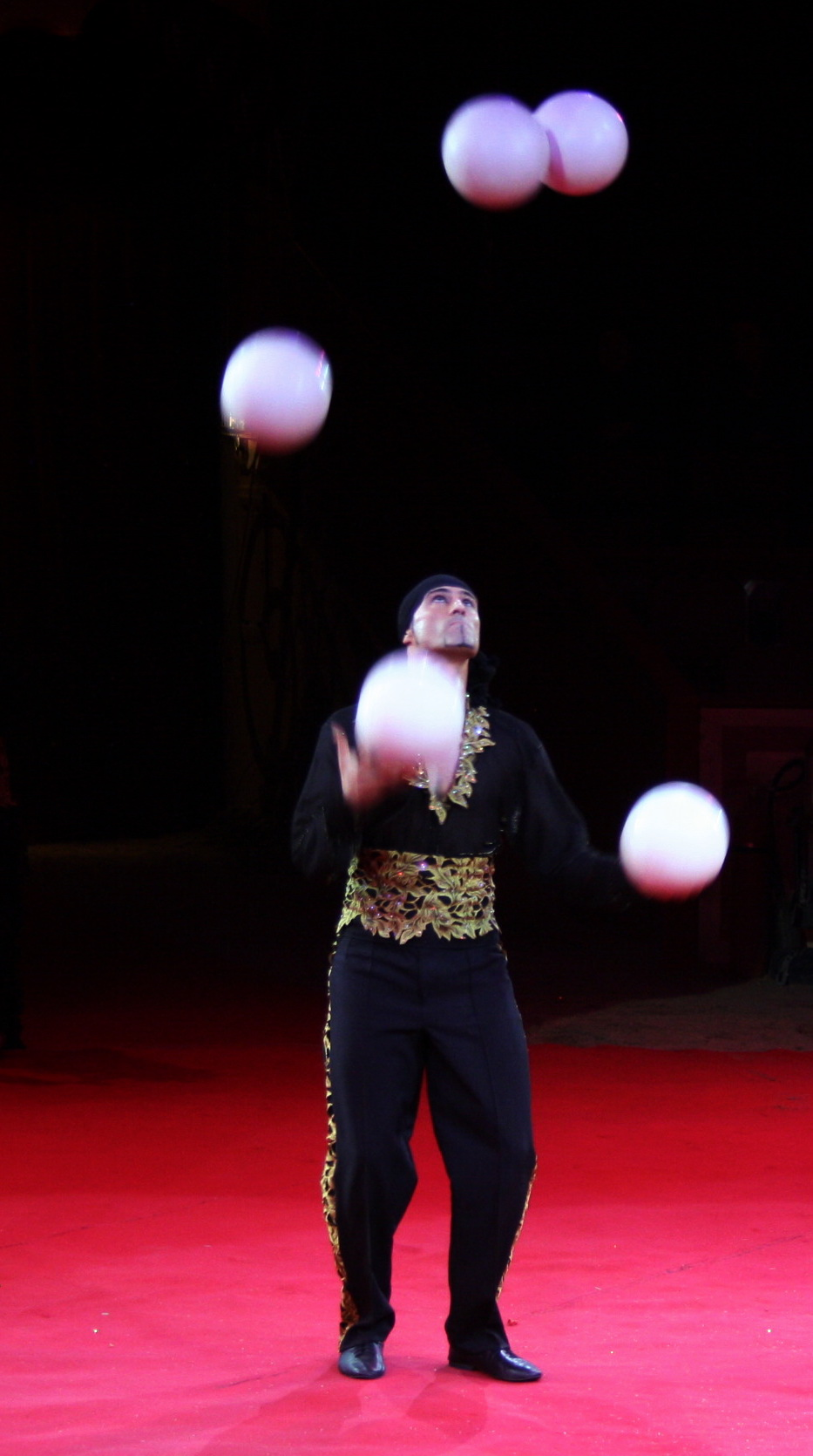
Toss juggling.

### Toss juggling
È una specialità che prevede il lancio e la ripresa di più oggetti nell'aria. I diversi schemi realizzabili possono essere formalizzati con la teoria dei Siteswap, che formalizza matematicamente le strutture comuni a diversi trick, classificandoli in base al rapporto della durata di permanenza in aria dei diversi tiri. 

Di questa specialità esiste anche la forma Shower.

### Bouncing
Consiste nel lanciare gli oggetti al suolo e riprenderli dopo il rimbalzo a terra. 

Gli attrezzi più comuni sono sicuramente le palline, anche se possono essere utilizzati cerchi particolari ricoperti sul bordo da una guaina elastica che ne permetta il rimbalzo. Nei primi tempi della diffusione di questa disciplina, gli artisti erano soliti lanciare i loro attrezzi su dei rullanti così da rimediare allo scarso coefficiente di rimbalzo delle prime palline prodotte.

### Contact juggling

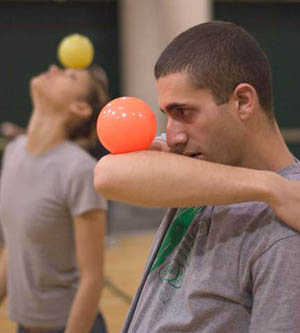
Esempio di body rolling.

È una specialità che prevede il continuo contatto di una sfera con il corpo e si divide in:
- manipolazione, in cui la sfera (o le sfere) viene maneggiata con il solo ausilio delle mani.
- body rolling, in cui la sfera scivola lungo tutto il corpo.

Michael Moschen è tra i pionieri della disciplina, nonché l'inventore delle sfere traslucide per contact (dette crystal).

### Swinging
È una specialità molto coreografica e prevede la rotazione degli oggetti intorno al corpo impressa dal movimento delle mani e delle braccia. Ben si sposa con la danza, tanto che ha origine proprio da antichi rituali tribali. 

I classici attrezzi da swinging sono le clave, torce e coltelli.

### Altre specialità
- Giocoleria orale
- Manipolazione
- Antipodismo
- Equilibrismo

## Attrezzi

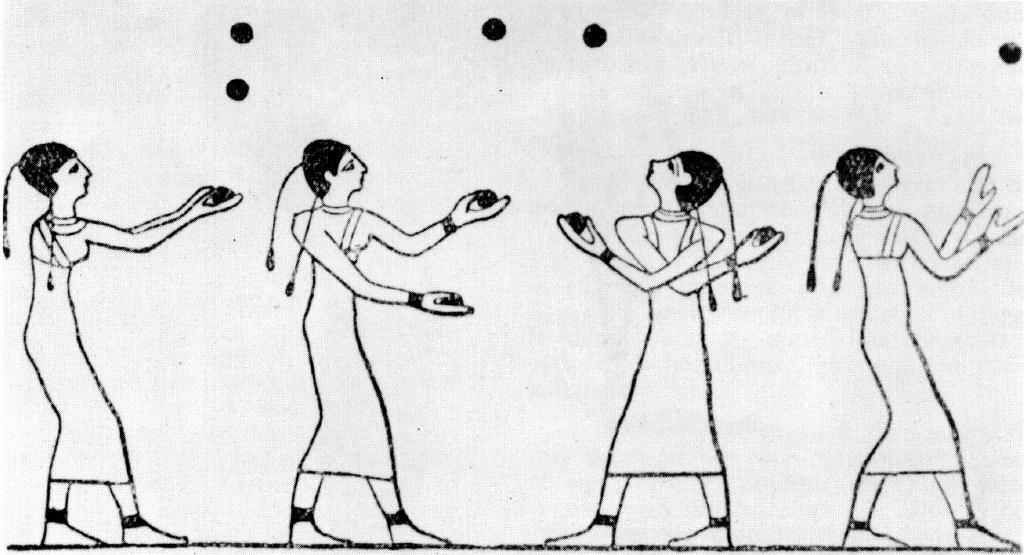
Affresco egizio (c. 1794-1791 a.C.) raffigurante giocolieri.

Il giocoliere usa diversi attrezzi per esprimersi:
- Palline
- Clave
- Cerchi
- Diabolo
- Devil sticks
- Cappelli
- Rola-bola
- Yo-yo
- Cigar box
- Astrojax
- Piatto cinese

Esistono diverse versioni di questi attrezzi, prodotte da aziende di tutto il mondo, nonostante sia ancora diffusa l'autoproduzione dei propri attrezzi, che consente una loro maggiore personalizzazione.

## Aspetti fisiologici
Favorisce la concentrazione, la velocità di reazione, l'immaginazione spaziale e il senso del tempo, del ritmo e dell'equilibrio. La giocoleria può aumentare la soddisfazione fisica e il benessere mentale. L'uso uniforme dei muscoli e del sistema muscolo-scheletrico aumenta la flessibilità e la resistenza. La giocoleria migliora anche la visione periferica e allena la coordinazione e la percezione. La giocoleria riduce lo stress grazie alla sua uniformità quasi meditativa. Tuttavia, il fatto di praticarla continuamente può mettere a dura prova le articolazioni, soprattutto i polsi. Un esercizio intenso può provocare lividi e dolori articolari.

### Sviluppo cognitivo
Sebbene la plasticità neuronale sia più pronunciata durante l'infanzia, gli effetti positivi dell'attività motoria sullo sviluppo cognitivo possono essere dimostrati anche dopo l'infanzia. Uno studio del 2004 delle Università di Regensburg e Jena ha dimostrato che la pratica regolare della giocoleria provoca una condensazione temporanea della materia grigia nel cervello anche negli adulti.

### Un approccio contemplativo
Ma approcci interessanti si trovano anche in un altro settore. Nel suo libro “Zen in the Art of Juggling” Dave Finnigan, giocoliere di fama mondiale, descrive la sua esperienza durante un campo di giocoleria di un mese in un monastero di Taiwan. Lo scopo della giocoleria è mantenere uno schema. La chiave del successo è lasciarsi trasportare: invece di seguire le palline con gli occhi, i bravi giocolieri si fissano sul punto in cui le palline raggiungono il loro punto più alto nel volo.